# Eupithecia fatigata
Eupithecia fatigata es una especie de polilla de la familia Geometridae. La especie fue descrita por primera vez por András Mátyás Vojnits y Edmond de Laever habiendo sido descrita en 1978, con distribución en China, especialmente la provincia de Yunnan. El holotipo de la especie fue descrita en el sector A-tun-tse, al norte de Yunnan y a una altitud de 4500 metros (14 763,8 pies). Se ha descrito también en Nepal y en los montes de Pamir en Tayikistán. Su ciclo de vida va de mediados de abril hasta agosto. A pesar de algunas diferencias muy específicas a nivel de la morfología genital, pertenece al grupo de especies E. innotata.